# Mobridge
La ville américaine de Mobridge est située dans le comté de Walworth, dans l'État du Dakota du Sud. Elle comptait 3 465 habitants lors du recensement de 2010. La municipalité s'étend sur 1,89 milles carrés (4,9 km2).
La ville est fondée en 1906. Son nom est la contraction de « Missouri » (abrégé en MO) et de « bridge » (« pont »). Mobridge se situe en effet à proximité d'un pont du Milwaukee Railroad sur cette rivière.

## Démographie
| 1910  | 1920  | 1930  | 1940  | 1950  | 1960  |
| ----- | ----- | ----- | ----- | ----- | ----- |
| 1 200 | 3 517 | 3 464 | 3 008 | 3 753 | 4 391 |

| 1970  | 1980  | 1990  | 2000  | 2010  | - |
| ----- | ----- | ----- | ----- | ----- | - |
| 4 545 | 4 174 | 3 768 | 3 574 | 3 465 | - |